# المفوض ماجلان
المفوض ماجلان هو مسلسل تلفزيوني بوليسي فرنسي مكون من 38 حلقة كل منها 90 دقيقة أنشأه لوران موندي وبُثَ في نوفمبر 2009.
يعاد بثه الان على قناة C8.

## ملخص
تتبع كل حلقة تحقيقًا كاملاً في جريمة قتل في بلدة سيجناج الإقليمية المتوسطة الحجم (الخيالية)، والتي يعد سيمون ماجلان مفوضها الثاقب.

### روابط خارجية
1. ↑   https://actu.fr/hauts-de-france/lille_59350/la-serie-commissaire-magellan-en-tournage-pendant-2-jours-a-lille_37018043.html. اطلع عليه بتاريخ 2020-11-17. {{استشهاد ويب}}: |url= بحاجة لعنوان (مساعدة) والوسيط |title= غير موجود أو فارغ (من ويكي بيانات) (مساعدة)